# Корнилов, Геннадий Егорович
Генна́дий Его́рович Корни́лов (род. 7 февраля 1951, Русская Серда, Татарская АССР) — советский и российский историк, доктор исторических наук, профессор, заведующий Центром экономической истории Института истории и археологии УрО РАН, заслуженный деятель науки Российской Федерации. Специалист в области аграрной и демографической истории России.

## Биография
Родился 7 февраля 1951 года в селе Русская Серда в семье служащих. Окончил среднюю школу в Каслях. В 1969—1974 годах учился на историческом факультете Уральский государственного университета. После окончания вуза в 1974—1977 годах работал учителем истории средней школы.
В 1977—1981 годах учился в аспирантуре, одновременно работая ассистентом на кафедре истории КПСС Челябинского института механизации и электрификации сельского хозяйства. В 1981 году защитил кандидатскую диссертацию по теме «Коммунисты во главе трудового подвига колхозного крестьянства в годы Великой Отечественной войны (1941—1945)». С 1982 года работал в Институте экономики Уральского научного центра АН СССР младшим научным сотрудником, с 1991 года — старшим научным сотрудником.
В 1986—1990-х и в 1993—1995-х годах работал заведующим кафедрой истории и права Уральской государственной сельскохозяйственной академии. Там же в 1986 году, где получил звание доцента, в 1995 году — звание профессора. В 1990—1993 годах учился в докторантуре Института российской истории РАН. В 1993 году защитил докторскую диссертацию по теме «Уральская деревня в период Великой Отечественной войны (1941—1945 гг.)».
В 1996 году получил звание профессора и возглавил кафедру истории России исторического факультета Уральского государственного педагогического университета. Также с 1996 года работает в Институте истории и археологии УрО РАН главным научным сотрудником и заведующим сектором экономической истории (с 2008 года). С 1997 года там же является учёным секретарём объединённого учёного совета по гуманитарным наукам.
С 1998 года Корнилов является действительным членом Международной академии наук педагогического образования, с 1999 года — действительным членом Академии военно-исторических наук РФ.

## Научная деятельность
В сферу научных интересов Г. Е. Корнилова входит аграрная и демографическая история России, а также история Урала XX века. Им впервые в отечественной историографии была изучена проблема цены победы в Великой Отечественной войне для тыловой деревни и крестьянства. Результаты историко-аграрного исследования были опубликованы в монографиях «Уральская деревня в период Великой Отечественной войны (1941—1945 гг.)» и «Уральское село и война. Проблемы демографического развития».
Г. Е. Корнилов является инициатором и участником более 130 международных, всероссийских и региональных конференций. В Оренбурге с 2006 года под его руководством регулярно проводятся международные научно-практические конференции, посвящённые вопросам аграрной истории России. С 1996 года под руководством Г. Е. Корнилова в Екатеринбурге ежегодно проводятся Всероссийские историко-педагогические чтения.
Г. Е. Корнилов является автором статей и членом редколлегий «Уральской исторической энциклопедии», энциклопедии «Екатеринбург», справочника «Историки Урала XVIII—XX веков» (2003). Под руководством Корнилова изданы учебные пособия «Историческое краеведение» (2005) и «Историческое краеведение Урала» (2015).
Геннадий Егорович подготовил 31 кандидата и 5 докторов наук.

## Награды
- Почётный работник высшего профессионального образования (2002)[2][3]
- Заслуженный деятель науки Российской Федерации (2008)[2][3]
- Почётные грамоты Президиума УрО РАН, Правительства Свердловской области, Министерства образования Российской Федерации и другие[2][3]